# PP Virginis
PP Virginis (PP Vir / HD 122970 / HIP 68790) es una estrella variable en la constelación del Virgo. Tiene magnitud aparente media +8,30 y se encuentra a 423 años luz de distancia del Sistema Solar.
PP Virgnis está catalogada como una estrella blanco-amarilla de tipo espectral F0p, siendo su temperatura efectiva de 6930 K. Tiene una luminosidad 6,2 veces mayor que la luminosidad solar y un radio 1,9 veces más grande que el del Sol. Con una masa de 1,48 masas solares, su edad se estima en 1580 millones de años.
PP Virginis es una estrella químicamente peculiar, estando clasificada como una estrella Ap de oscilaciones rápidas (roAp), con características semejantes a 10 Aquilae o a la Estrella de Przybylski. De hecho, el comportamiento global de las pulsaciones en su atmósfera estelar es muy similar al observado en la Estrella de Przybylski. 
La velocidad de rotación proyectada de PP Virginis es diferente cuando se consideran las líneas espectrales de elementos de tierras raras (3,5 km/s) o las de hierro (4,5 km/s). El período de rotación obtenido de 3,877 días, junto a la baja velocidad de rotación medida, sugiere que su eje de rotación debe de estar aproximadamente orientado hacia nosotros. 
Clasificada como variable Alfa2 Canum Venaticorum, su brillo oscila 0,01 magnitudes.